# Matija Korvin
Matija Hunyadi, poznan kot Matija Korvin (madžarsko Hunyadi Mátyás, romunsko Matia Corvin), ogrski (madžarski) kralj, češki kralj, avstrijski vojvoda, * 23. februar 1443, Kolozsvár, Sedmograška (današnji romunski Cluj-Napoca), † 26. april 1490, Dunaj. 
Matija Hunyadi je bil humanistično izobražen vladar in nadarjen vojskovodja. Kralj je 
postal pri štirinajstih letih. Takoj je prevzel vladanje v svoje roke ter se začel spopadati s Turki, ki so vse bolj ogrožali Ogrsko, in z domačimi nasprotniki. Pri tem se je opiral na nekdanje očetove prijatelje iz visokega plemstva in nove barone, ki jih je sam imenoval iz nižjega plemstva, predvsem pa na novo, profesionalno vojsko. Denar zanjo je zagotavljal s centralizacijo in profesionalizacijo upravljanja države, preusmeritvijo vseh davkov in carin v državno blagajno in z vedno novimi izrednimi dajatvami. Leta 1467 se je odzval na poziv papeža Pavla II. in se postavil na čelo križarskega boja proti »husitskemu« češkemu kralju Juriju Podjebradskemu. Po Jurijevi smrti (1471) je boj nadaljeval z njegovim naslednikom Vladislavom Jagelonskim, dokler se nista 1478 dogovorila za kompromis: oba sta obdržala naslov češkega kralja, ozemlje češke krone pa sta si razdelila. 
Korvin je pogledoval tudi po rimsko-nemškem prestolu. Sklenil je mir s turškim sultanom Bajazidom II. (1482)  in napovedal vojno cesarju Frideriku III. Pregnal ga je iz Spodnje Avstrije, zavzel Dunaj in prenesel tja svojo prestolnico; tu je tudi umrl. Ni imel zakonitega naslednika, zato so ogrski prestol zasedli Jagelonci. Centralna ureditev države je kmalu razpadla, dejanska oblast pa je ponovno prišla v roke velikih posestnikov.
Matija je bil humanistično izobražen in velik podpornik renesančne kulture in umetnosti. Nekaj sto knjig iz njegove bogate knjižnice Bibliotheca Corviniana se je ohranilo do današnjega časa. Vplival je na folkloro slovanskih narodov, v kateri so se razširile pripovedke o dobrem in pravičnem kralju. Vzporejali so ga tudi z »drugim Atilo«, ki so ga takrat opisovali kot zmagovitega in sposobnega kralja, Madžare pa so enačili s skitskimi Huni, kar se je ohranilo tudi v poznejših stoletjih.

## Življenjepis
Matija Korvin je bil sin sedmograškega plemiča Jánosa Hunyadija, ki se je po smrti ogrskega kralja Albrehta II. Habsburškega zapletel v boj za skrbništvo nad mladoletnim kraljem Ladislavom Posmrtnim. Za skrbništvo sta se potegovala še Friderik III. Habsburški in Ulrik II. Celjski, oba kraljeva sorodnika. János Hunyadi je s sinovoma Ladislavom in Matijo oblikoval t. i. »ogrsko stranko«, ki naj bi zagovarjala interese ogrskega plemstva nasproti Celjanom in Habsburžanom. V okviru tega boja so leta 1456 privrženci »ogrske stranke« v Beogradu umorili Ulrika II. Celjskega. Kralj Ladislav Posmrtni se je maščeval in dal marca 1457 Ladislava Hunyadija v Budimu obsoditi veleizdaje in ga obglaviti. Ogrsko plemstvo se je razdelilo na privržence in nasprotnike kralja. Iz državljanske vojne, ki je izbruhnila, se je Ladislav umaknil v Prago in kot talca s seboj vzel mladega Matijo. Novembra 1457 je Ladislav nenadoma umrl. Jurij Podjebradski, tedaj upravitelj na Češkem, je Matijo zadržal v ujetništvu.

### Mladost
Matija je bil drugi sin Jánosa Hunyadija in njegove žene Elizabete Szilágyi. Že kot otrok je na očetovem dvoru srečeval izobražene ljudi, med njimi vsestranskega učenjaka hrvaškega rodu Ivana Viteza in poljskega filozofa Gregorja iz Sanoka. Bil je deležen vsestranske humanistične vzgoje. Učil se je jezike in bral klasično literaturo, posebno vojaške razprave. Bil je izredno bister, saj je govoril mnogo jezikov, med njimi madžarsko, latinsko, italijansko, poljsko, češko in nemško.
Že mladega so starši vključili v svoje dinastične načrte. Leta 1451 so ga obljubili za ženo Elizabeti II. Celjski, hčerki celjskega grofa Ulrika II. in ga leta 1455 z njo zaročili ali morda celo poročili. Elizabeto so poslali na sedmograški dvor Hunyjadijev, Matijo pa kmalu za tem na dvor Ladislava Posmrtnega v Budim, tako da sta bila, bolj kot ne, talca sprtih rodbin. Elizabeta je še istega leta umrla.

### Izvolitev za ogrskega kralja
Kralj Ladislav Posmrtni je umrl brez otrok (1457). Za nasledstvo se je potegoval saški vojvoda Viljem III., ki je bil poročen z Ladislavovo sestro Ano, a ogrsko plemstvo ga ni podprlo. Najvplivnejši plemiči (med njimi palatin Ladislav Garai in Matijev stric po materi, Mihael Szilágyi, ki je računal, da bo regent mladega kralja) so menili, da lahko edino izvolitev Matije, sina slavnega vojskovodje, zaustavi državljansko vojno. Njegovo kandidaturo je podprl tudi papež Kalist III.
24. januarja 1458 so se na zaledeneli Donavi zbrali ogrski plemiči in soglasno izvolili Matijo za novega ogrskega kralja. K množičnosti in soglasnosti jih je spodbudil tudi Matijev stric, ki se je zbora udeležil v spremstvu vojske 15.000 mož. Matijo so odkupili od Jurija Podjebradskega za 60.000 zlatih forintov in za obljubo, da se bo poročil z Jurijevo hčerko Katarino.
Štirinajstletni Matija se je 14. februarja 1458 vrnil v Budim. V Marijini cerkvi (danes Matijeva cerkev) so ga slavnostno posadili na kraljevi prestol, niso ga pa mogli kronati, ker je bila sveta ogrska krona že skoraj dve desetletji v posesti cesarja Friderika III. Matija je regentstvo strica Mihaela formalno potrdil, dejansko pa je takoj prevzel vajeti oblasti v svoje roke.

### Takojšen prevzem vladarskih dolžnosti (1458)
Vsi plemiči niso bili zadovoljni z novim kraljem. Prvi se je uprl Jan Jiskra (Jiskra János z Brandýsa), poveljnik čeških najemnikov, ki je imel posesti v Zgornji Ogrski (danes Slovaška). Ogrski prestol je ponudil poljskemu kralju Kazimirju IV. (ki je bil poročen z drugo sestro Ladislava Posmrtnega, Elizabeto), a ta je ponudbo odklonil. Matijev poveljnik je Jiskrino vojsko premagal, a vdor Turkov v Srbijo, aprila 1458, je Matijo prisilil, da je z Jiskro na hitro sklenil premirje in mu prepustil grad Šariš in druge utrdbe v zgornji Ogrski. V Prago je poslal dva škofa (iz Győra in Váca), da sta kronala Jurija Podjebradskega za češkega kralja.
Prvič je Matija sklical ogrski državni zbor v Pešti maja 1458. Junija je zbor sprejel skoraj 50 odlokov, ki jih je ratificiral Matija in ne njegov regent. Matija je z mesta palatina odstavil Ladislava Garaia in nastavil Mihaela Országa (Guti Ország Mihály), nekdanjega tesnega očetovega sodelavca. Prepričal je strica Mihaela, da se je odpovedal regentstvu.
Čeprav je državi zbor izrecno prepovedal odmerjane izrednih davkov, je Matija še istega leta (1458) odredil izredno dajatev (1 forint na ’’porto’’) in ukazal mobilizacijo plemstva, potem ko so Turki avgusta zavzeli trdnjavo Golubac v Srbiji. Vdrl je na turško ozemlje in se spopadel s Turki. Bosanski kralj Stjepan Tomaš mu je priznal suverenost in Matija je prepustil njegovemu sinu Stjepanu Tomaševiču del Srbije, ki ga Turki še niso zavzeli.

### Utrditev kraljevega položaja. Kronanje (1459–1464)
Matija je na prehodu v leto 1459 na zboru v Szegedu pripravljal vojno proti Turkom, ko so ga govorice o zaroti vzpodbudile, da se je vrnil v Budim. Vsaj trideset baronov (med  njimi nekdanji palatin Ladislav Garai, sedmograški vojvoda Nikola Iločki (Újlaki Miklós), ki je imel velika matična ozemlja na Hrvaškem) se je 17. februarja 1459 zbralo v Németújváru (danes Güssing v Avstriji) in ponudilo ogrski prestol cesarju Frideriku III. Združena vojska cesarja in upornih baronov je pri Kermendinu premagala Matijevo vojsko, toda Garai je tedaj umrl in Iločki se je začel pogovarjati o miru. Spopadi so se nadaljevali še nekaj mesecev in Matiji onemogočali, da bi pomagal bosanskemu kralju Tomašu v boju proti Turkom. Ti so 29. junija 1459 zavzeli Smederevo in s tem zaključili osvajanje Srbije.
Po posredovanju papeža Pija II., je bilo aprila 1460 v Olomucu sklenjeno premirje med Matijo in cesarjem. Toda Jiskra je obnovil bojevanje na Zgornjem Ogrskem in Matija ga ni mogel premagati, tudi ne v letu 1461, ko mu je državni zbor v ta namen odobril novo izredno dajatev. Bojevanje je zelo obremenjevalo odnos med Matijo in Jurijem Podjebradskim, ki sta s poroko med Matijo in Jurijevo hčerko Katarino (1. maja 1461) postala sorodnika.
Mirovni sporazum med Matijo in Friderikom III. je bil sklenjen 3. aprila 1462. Cesar je za 80.000 zlatih forintov vrnil ogrsko sveto krono. Obdržal je z vojsko osvojena ozemlja vzhodno od reke Leithe, ki pa so še vedno pripadala ogrskemu kraljestvu. Obdržal je tudi naslov ogrskega kralja, a se je odrekel dejanski oblasti. Posinovil je Matijo in sklenila sta pogodbo o medsebojnem dedovanju. (Sporazum je bil ratificiran v Dunajskem Novem mestu, 19. julija 1463.)
Jiskra je tedaj prestopil na Matijevo stran in mu izročil vse trdnjave v Zgornji Ogrski. V zameno mu je dal Matija veliko ozemlje ob Tisi in 25.000 zlatih forintov. V ta namen mu je državni zbor sredi leta 1462 ponovno odobril izredno dajatev. Z najemom Jiskrinih najemnikov je Matija ustvaril zametek profesionalne vojske, ki je v naslednjih desetletjih postala znana kot črna vojska.
Zgodaj leta 1462 je sultan Mehmed II. vdrl v Vlaško in tamkajšnjega kneza Vlada III. Drakulo zamenjal z zvestim mu Radujem III. Junija 1463 je vdrl v Bosno in jo v enem mesecu zavzel. Matija se je odzval šele po ratifikaciji miru s cesarjem. Po dvomesečnem obleganju je nazaj osvojil Jajce in trdnjave na severu Bosne. Jajce je postalo ključna utrdba druge obrambne črte, ki je segala od meje z Vlaško do Jadrana in je ležala 100-150 km južneje od prve črte, ki je varovala osrčje Ogrske.. Matijeva vojska je s pomočjo vojvode Stjepana Vukčića (hercega vojvodstva Sv. Save) zasedla tudi Bosansko krajino; Matija jo je prepustil vojvodi, ki je sprejel Matijevo suverenost.
Med pripravami na Matijevo kronanje je, zgodaj leta 1464, umrla kraljica Katarina. Matijo je po vseh predpisih v Székesfehérváru  19. marca 1464 s sveto krono kronal nadškof Esztergoma Dénes Szécsi. Na državnem zboru je novo kronani kralj zvestim mu baronom potrdil plemiške svoboščine. Legalnost Matijevega kraljevanja odtlej ni mogla biti več vprašljiva.

### Prve reforme in notranji konflikti. Sprememba politike do Turkov (1464–1467)
Matija se je sedaj lahko lotil kadrovskih zamenjav. Razrešil je kanclerja, nadškofa Szécsija, in za vodjo kraljeve pisarne (glavnega kanclerja) postavil nadškofa Kalocse, Štefana Várdaia, za tajnega kanclerja pa Ivana Viteza. Dve prejšnji višji sodišči je združil v eno. S tem je zmanjšal avtoriteto tradicionalnih sodišč, ki so jih vodili baroni in prispeval k profesionalizaciji sodstva. 
Mehmed II. se je leta 1464  vrnil v Bosno in julija začel oblegati Jajce. Matija je začel zbirati vojsko ob Savi in prisilil sultana, da je 24. avgusta opustil obleganje. Z vojsko je prekoračil Savo, zavzel Srebrenico in začel oblegati Zvornik, a se je moral ob prihodu velike turške vojske umakniti na Ogrsko. Naslednje leto je prisilil Stjepana Vukčića, da je sprejel ogrske posadke v svoje trdnjave ob Neretvi.
Čeprav je Matija leta 1465 od papeža Pavla II. dobil nekaj pomoči, mu je bilo tedaj že jasno, da znatne podpore za boj proti Turkom od krščanskih dežel ne more pričakovati. Zato je spremenil svojo politiko do Turkov; ni jih več napadal in se je omejil na obrambne akcije. Ko so Mehmedovi odposlanci leta 1465 prišli na Ogrsko, je z njimi sklenil mirovni sporazum.
Leta 1465 je umrl nadškof Dénes Szécsi in novi nadškof Esztergoma je postal Ivan Vitez. Leta 1466 je Matija obiskal Slavonijo; razrešil je bana Nikolo Iločkega in Mirka Zapoljo ter na njuni mesti postavil Jana Vitovca in Ivana Tuza.
Zgodaj leta 1467 je Matija poslal vojsko v Zgornjo Ogrsko proti češkim najemnikom pod poveljstvom Jana Švehle. Vojska je zasedla Veľké Kostoľany, najemniško vojsko razbila in pobesila kakih 150 poveljnikov.
Davčna reforma, ki jo je Matija izvedel tega leta (1467) in je državi prinesla večje dohodke, je sprožila upor v Sedmograški. Prebivalci »treh narodnosti« (plemstva, saksonskih Nemcev in Sekeljev) so 18. avgusta v Kolozsmonostoru (danes Mănăştur v Romuniji) proti kralju sklenili zvezo  (unio trium nationum) s ciljem, da se bodo borili »za svobodo Ogrske«. Matija je nemudoma zbral svoje četa in privihral v pokrajino. Uporniki so se predali brez boja. Kljub temu je Matija voditelje strogo kaznoval, mnogi so bili nataknjeni na kol, obglavljeni ali kruto mučeni. Ker je slutil, da je moldavski knez Štefan Veliki podpiral upor, je napadel Moldavijo. Vendar je ogrska vojska pri Baii 15. decembra 1467 utrpela velike izgube in se je morala vrniti domov.

### Boj za Češko (1468–1479)
Decembra 1466 je papež Pavel II. izobčil »krivoverskega« češkega kralja Jurija Podjebradskega in vzpodbujal (tudi Matijo) h križarski vojni proti njemu. V odgovor je Jurijev sin Viktorin v začetku leta 1468 z vojsko vdrl v Spodnjo Avstrijo. Sedaj je tudi cesar klical Matijo na pomoč in mu namignil možnost izvolitve za rimsko-nemškega kralja.
Matija je 31. marca 1468 Juriju Podjebradskemu napovedal vojno in vdrl v Moravsko in Šlezijo. Osebno je sodeloval v bojih in bil pri obleganju Třebíča ranjen (maja 1468). V Chrudimu so ga zasačili, ko je preoblečen vohunil v sovražnem taboru, a so ga spustili, ker so mu verjeli, da je domačin, konjar.
Februarja 1469 so se češki katoliki pod vodstvom Zdeneka Šternberškega (Zdeněk Konopišťský ze Šternberka) pridružili ogrski vojski; združeno vojsko je pri Vilémovu obkolila Jurijeva vojska. V strahu, da bo prišel v ujetništvo, se je Matija začel pogajati z nekdanjim tastom; pregovoril ga je v sklenitev premirja in mu obljubil, da bo posredoval med njim in Svetim sedežem. Ponovno sta se srečala na pogajanjih v Olomucu. Papežev legat je prišel tja z zahtevami, ki so vključevale tudi nastanitev katoliškega nadškofa v Pragi, česar pa Podjebradski ni mogel sprejeti.
Katoliški stanovi so 3. maja v Olomucu izvolili Matijo za češkega kralja, niso pa ga kronali. Moravska in Šlezija sta ga takoj priznali, ožja Češka pa je ostala zvesta Juriju Podjebradskemu. Češki stanovi so za Jurijevega naslednika priznali najstarejšega sina poljskega kralja Kazimirja IV., Vladislava.
Matijeva vojska je bila v Šleziji sprva uspešna. 2. novembra 1469 pa jo je Jurijeva vojska v Uherskem Brodu obkolila in jo prisilila, da se je umaknila na Ogrsko. Matija je takoj odredil novo izredno dajatev za vojsko, kar je močno vznejevoljilo ogrske stanove. Matije je odšel februarja 1470 na Dunaj in tam ves mesec pregovarjal cesarja, naj prispeva k stroškom za vojno proti Podjebradskemu. A cesar je bil nejevoljen, ker se je Matija bojeval na Češkem med tem, ko so Turki zavzeli Slavonijo. Ni pristal na pomoč in Matiji tudi ni obljubil, da ga bo podpiral v njegovih prizadevanjih za rimsko-nemški prestol. Na ponovnem ogrskem državnem zboru so stanovi vendarle pristali na omejeno povečanje davkov; dali pa so Matiji jasno vedeti, da se z vojno na Češkem ne strinjajo.
Matija je podprl poveljnika najemniških čet slovenskega rodu Andreja Baumkircherja, ko je v letih 1469 in 1470 sprožil upor štajerskega plemstva proti cesarju in zasedel vrsto štajerskih mest, tako da je bil cesar prisiljen podpisati premirje, a je dal potem Bamkircherja s prevaro prijeti in obglaviti.
22. marca 1471 je umrl Jurij Podjebradski. 27. maja je češki državni zbor za novega kralja izvolil Vladislava. Papaški legat Lorenzo Roverella je razglasil izvolitev za neveljavno in potrdil Matijev kraljevski položaj, toda državni  zbor cesarstva (rajhstag) je Matijevo imenovanje zavrnil.
Matija je bil na Moravskem, ko je izvedel za zaroto ogrskih prelatov in baronov, ki so ogrski prestol ponudili mlajšemu sinu poljskega kralja Kazimirju. Zaroto sta vzpodbudila nadškof  Ivan Vitez in njegov nečak Jan Pannonius, škof v Peči, ki sta nasprotovala vojni proti katoliškemu Vladislavu. Sprva je podpirala njun načrt večina stanov, ko pa se je Matija vrnil na Ogrsko, ne da bi ga kdo pri tem oviral, ni nihče drznil upirati se mu. Matija je sklical državni zbor, obljubil da bo opustil nalaganje davkov brez pristanka stanov in da bo sklical državni zbor vsako leto. Njegove obljube so v glavnem zadovoljile stanove in 21. septembra 1471 je skoraj 50 baronov in prelatov potrdilo lojalnost kralju. 2. oktobra je Kazimir vdrl na Ogrsko. S pomočjo škofa Pannoniusa je zasedel Nitro, a priključila sta se mu samo dva barona. Po petih mesecih se je umaknil. Škof Pannonius je na begu umrl, nadškofu Vitezu pa je bilo prepovedano zapustiti svojo rezidenco; naslednje leto je umrl.
Med tem so Turki zavzeli ogrske trdnjave ob Neretvi. Matija je leta 1471 imenoval za bosanskega bana Nikolo Iločkega in mu poveril obrambo pokrajine.
Leta 1473 so se Matija, Kazimir IV. in Vladislav mesece pogajali o pogojih za mir. Matija je poskušal združiti upravljanje Šlezije, ki je bila razdeljena na množico malih vojvodstev, tako, da je imenoval vrhovnega poveljnika, a so stanovi zavrnili njegovega kandidata.
Januarja 1474 je smederevski beg (Ali Beg Mihaloğlu) oplenil vzhodni del Ogrske razrušil Várad in odpeljal v suženjstvo 16.000 prebivalcev.
Februaja 1474 so pogajalci Matije in Kazimirja IV. podpisali mir, triletno premirje pa je bilo sklenjeno tudi med Matijo in Vladislavom. A že mesec dni kasneje je Vladislav sklenil zvezo s Friderikom III. in Kazimir se mu je pridružil. Poljska vojska je vdrla v Šlezijo in oktobra 1474 začela oblegati Vroclav. Matija ji je prekinil oskrbo in jo prisilil, da je opustila obleganje. Šlezijski stanovi so bili tedaj pripravljeni izvoliti za vrhovnega poveljnika Matijevega kandidata Štefan Zapoljo. Moravski stanovi so izvolili za vrhovnega poveljnika na Moravskem Stiborja Tovačovskega. Matija je njihovo odločitev potrdil, čeprav je bi Tovačevski Vladislavov pristaš.
Koncem leta 1474 so Turki vdrli v Vlaško in Moldavijo. Matija je poslal Štefanu Velikemu ogrsko pomoč in z združenimi močmi so 10. januarja 1475 premagali napadalce v bitki pri mestu Vaslui. Moldavski knez, ki se je bal novega turškega napada, je prisegel Matiji zvestobo. Sultan Mehmed II. je predlagal mir, a Matija ga je odklonil in vdrl na turško ozemlje. 15. februarja 1476 je zavzel Šabac, važno trdnjavo ob Savi. Turki bi tedaj Matijo, ko je opazoval trdnjavo s čolna na Savi, skoraj ujeli.
Sultan Mehmed II. je poleti 1476 prodrl v Moldavijo. Čeprav je 26. julija zmagal v bitki pri kralju Valea Albă, ga je pomanjkljiva oskrba prisilila, da se je umaknil. Matija je Moldaviji poslal pomoč pod poveljstvom Vlada Drakule in Štefana V. Bathoryja in združene vojske so avgusta premagale Turke pri reki Siret. Z ogrsko in moldavsko pomočjo je Vlad III. Drakula ponovno zasedel mesto moldavskega kneza, a ga je potem v boju ubil nasprotnik Basarab Laiotă.
22. decembra 1476 se je Matija poročil z neapeljsko princeso Beatrice. Nova kraljica je takoj vpeljala strog dvorni red, kar je otežilo stike med kraljem in podložniki.
Marca 1477 je Matija sklenil proti Poljski zvezo z Nemškim viteškim redom in s škofijo Warmio. Namesto Poljski pa je napovedal vojno Frideriku III., potem ko je zvedel, da je ta ustoličil Vladislava kot češkega kralja in volilnega kneza. Napadel je Spodnjo Avstrijo in blokiral Dunaj. Vladislav cesarju ni hotel priskočiti na pomoč in mu je prigovarjal, naj se z Matijo pobota. Po posredovanju papeža Siksta IV. in Ferdinanda I. Neapeljskega je prišlo 1. decembra do pomiritve. Cesar je obljubil, da bo potrdil Matijo kot zakonitega vladarja Češke in mu plačal odškodnino 100.000 forintov. Srečala sta se v Korneuburgu, kjer je cesar ustoličil Matijo kot češkega kralja, Matija pa mu je prisegel zvestobo.
Pogajanja med češkima kraljema so konec leta 1478 pripeljala do sporazuma: oba sta obdržala naziv češkega kralja. Ozemlje češke krone sta si razdelila: Vladislav je obdržal ožjo Češko, Matija pa Moravsko, Šlezijo in Lužico. Mir sta ratificirala na srečanju v Olomucu, 21. julija 1478.

### Obdobje 1479–1481
Pozno leta 1479 je turška vojska ob podpori Besaraba IV. Vlaškega vdrla v Sedmograško in požgala Szászváros (danes Orăștie v Romuniji). Štefan V. Báthory in Pál Kinizsi sta 13. oktobra 1479 uničila napadalce v bitki pri kraju Kenyérmezei (Breadfield). Da bi izboljšal obrambo južne meje, je Matija poveril poveljstvo trdnjav ob Donavi nadarjenemu poveljniku iz ljudstva Pálu Kinizsiju. 
Na začetku leta 1480 je Matija poslal vojaško pomoč Štefanu Velikemu, ki je napadel Turkom naklonjeno Vlaško. Novembra 1480 je poslal vojsko vse do Sarajeva. Okrog trdnjav  Szörényvár (danes Drobeta-Turnu Severin v Romuniji), Beograd, Šabac, Srebrenik in Jajce je vzpostavil pet obrambnih pokrajin (banatov).
Matija je leta 1481 sprožil (zaradi sodelovanja v zaroti leta 1471) proces proti Frankopanom, Zrinskim in drugim vodilnim hrvaškim in slavonskim plemičem. A jim je greh odpustil, takoj ko so pristali na povišanje davka. Istega leta je dobil od škofa Friedricha Mauerkircherja (enega od dveh kandidatov za passauskega nadškofa) v zastavo (za 100.000 forintov) mesteci Mautern (blizu Leobna) in St. Pölten, ki sta mu kasneje služili kot oporišči. 
3. maja 1481 je umrl sultan Mehmed II. in v Turčiji je prišlo do državljanske vojne med sinovoma Bajazidom II. in Cemom. Poraženi Cem je zbežal na otok Rodos, kjer so ga varovali ivanovci. Matija je skušal dobiti zapornika v upanju, da bo lahko vplival na Bajazida, toda Benetke in papež Inocenc VIII. so odločno nasprotovali temu načrtu. Pozno leta 1481 je Matija poslal pomoč tastu Ferdinanu I. Neapeljskemu, da je nazaj zavzel Otranto, ki so ga leto prej zasedli Turki.

### Vojna za Avstrijo (1482–1487)
Že konec leta 1481 je Matijeva vojska začela oblegati avstrijski Hainburg na Donavi, januarja 1482 pa je Matija cesarju uradno napovedal vojno. Za povod mu je služila politično nespretna cesarjeva poteza, ko je na mesto salzburškega nadškofa skušal spraviti nekdanjega nadškofa Esztergoma in ogrskega primasa Johanna Beckensloerja, ki se je leta 1476 zatekel k cesarju na Dunaj. Matija je od junija 1481 osebno vodil obleganje in Hainburg v oktobru zavzel. V naslednjih treh mesecih je zavzel Šentvid ob Glini, Enzersdorf an der Fischa Kőszeg. Odklonil je posredovanje papeškega legata za mir, in je namesto s cesarjem sklenil petletni mir s sultanom Bajazidom.
Zakon z Beatrice Matiji ni prinesel sinov, zato je skušal okrepiti položaj svojega nezakonskega sina Ivana Korvina. Otrok je dobil grad Sáros in podedoval obsežna ozemlja stare matere Elizabete Szilágyi.  Matija je leta 1485 tudi prisilil Viktorina Podjebradskega, da se je v korist Ivana odrekel vojvodini Opavi v Šleziji. Kraljica je nasprotovala favoriziranju nezakonskega sina.
Januarja 1485 je Matijeva profesionalna črna vojska obkolila Dunaj. 1. junija je Matija na čelu vojske 8.000 veteranov zmagovito vstopil v mesto. Dunaj je postal njegova nova rezidenca. Zbral je stanove Spodje Avstrije in jih prisilil, da so mu prisegli lojalnost.
Na vladarjevo vzpodbudo je državni zbor leta 1485 sprejel tako imenovan Decretum maius, sistematično urejen zakonski zbornik, ki je zamenjal mnoge, prej nasprotujoče si odloke. V upravo in sodstvo je vnesel tehtne vsebinske reforme; ukinjene so bile izredne deželne skupščine, ki so krepile položaj deželnih sodišč. Matija je pooblastil palatina, da v primeru vladarjeve odsotnosti ali mladoletnosti vlada v njegovem imenu.
Friderik III. je prepričal šest volilnih knezov, da so 16. februarja 1486 proglasili njegovega sina Maksimilijana za rimsko-nemškega kralja; sedmega volilnega kneza, češkega kralja (Matijo ali Vladislava), seveda ni povabil na volitve. Da bi se izognil Vladislavovemu protestu, ga je povabil na osebno srečanje. V Jihlavi sta se septembra dogovorila za zavezništvo, ki pa ga češki stanovi niso hoteli podpreti. Vladislav je brez tega priznal Maksimilijanovo izvolitev.
Med tem je Matija nadaljeval vojno proti cesarju. Črna vojska je v letih 1485 in 1486 zavzela nekatera mesta v Spodnji Avstriji, vključno Laa an der Thaya in Stein an der Donau (danes vključen v Krems an der Donau). Matija je ustanovil posebno pisarno za Spodnjo Avstrijo, ki pa nikdar ni dobila svojega pečata. Na zboru spodnjeavstrijskih stanov v Ebenfurthu si je leta 1487 nadel naslov vojvoda Avstrije. Obrambo zasedenih mest in trdnjav je zaupal ogrskim in češkim poveljnikom. Sicer je obdržal cesarjeve uradnike, če so sprejeli njegovo oblast. Najdlje se mu je upiralo Dunajsko Novo mesto, ki je padlo 17. avgusta 1487. Začela so se mirovna pogajanja s saškim vojvodo Albertom III., poveljnikom cesarjeve vojske. Šestmesečno premirje, ki so ga podpisali v St. Pöltenu 16. decembra 1487, je tudi končalo vojno.

### Zadnja leta (1487–1490)
Po poročanju sodobnika Filipa de Comminesa so se podaniki Matije v zadnjih letih njegovega življenja bali, kajti do tistih, ki jih je sumil izdaje, ni bil prizanesljiv. Tako je dal leta 1484 zapreti nadškofa Petra Varádija in je leta 1485 ukazal eksekucijo češkega kanclerja Jaroslava Boškoviča. Leta 1487 je dal zapreti Nikolaja Bánfija, člana magnatske družine, čeprav se je prej izogibal kaznovanja starega plemstva. Morda zato, ker se je poročil s hčerjo poljskega plemiča, katerega posest je želel Matija dobiti za sina Ivana.
Leta 1488 je bil mir iz leta 1482 med Ogrsko in Osmanskim cesarstvom podaljšan za dve leti. Turki so tedaj obljubili, da ne bodo napadali Moldavije in Vlaške.
Po marcu 1489 Matija, ki je trpel za putiko, ni mogel več hoditi in so ga vozili na vozičku. Odtlej je vprašanje njegovega nasledstva povzročalo hude spore med kraljico in Ivanom. Matija je prosil kraljičinega brata, kalabrijskega vojvoda Alfonsa, naj prepriča sestro, da se Madžari nikdar ne bodo podredili vodenju ženske. Da bi okrepil položaj nezakonskega sina, je bil pripravljen umakniti se iz Avstrije in priznati Friderika III. za svojega naslednika, če bi bil cesar v zameno podelil Ivanu v fevd Hrvaško in Bosno, skupaj z naslovom kralja.
Na cvetno nedeljo leta 1490 je Matija med slavnostmi omedlel. Drugi dan ni mogel govoriti in po dveh dneh trpljenja je 6. aprila 1490 umrl. Pogreb je bil v Štefanovi cerkvi na Dunaju, pokopali pa so ga v katedrali v Székesfehérváru.

## Dosežki Matijevega vladanja
Matija je s svojimi sposobnostmi, energijo in znanjem uspel pognati tok ogrske zgodovine v smer, ki se mu je zdela potrebna za razvoj močne centralizirane države in ki je ustrezala njegovim osebnim željam in načrtom. Za to je potreboval močno, profesionalno vojsko, dovolj denarja in vodljiv upravni sistem; njegova humanistična vzgoja mu je omogočala, da je vse skupaj nadgradil z dosežki v arhitekturi in umetnosti.

### Vojska
Matija je imel v začetku na razpolago tradicionalne kraljevske in baronske banderije, lahko konjenico militio portalis. Glavno vojaško moč pa je predstavljala stalna mnogoetnična vojska najemnikov, v katero je Matija najprej pritegnil nekdanje Jiskrine najemnike – husite, in ki je dobila ime črna vojska. Sestavljali so jo: težka konjenica, pehota, po husitskem vzoru izdelani bojni vozovi in topništvo. Matijev zgodovinar, Italijan Antonio Bonfini, je leta 1487 na vojaškem zboru v Dunajskem Novem mestu to vojsko ocenil na 20.000 konjenikov, 8.000 pešakov, in 9.000 bojnih voz. Dodatnih 8.000 vojakov je bilo nameščenih v stalnih posadkah po trdnjavah na izjemno organizirani južni obrambni črti. 

### Davčne reforme
Stalna vojska je potrebovala veliko denarja. Ko je Matija  zasedel položaj, dohodki krone (250.000 forintov) niso zadoščali niti za pokritje najosnovnejših stroškov za obrambo dežele. V triintridesetih letih svojega vladanja je več kot štiridesetkrat razpisal izredne dajatve (navadno 1 forint na porto), ki jih je, bolj ko je rasla njegova oblast, izterjeval vse učinkoviteje. Leta 1467 je odpravil dotedanje oprostitve od davkov in vse prihodke usmeril v državno blagajno (monopol za sol, lucrum camarae in »tridesetina« od carin so se preimenovali v vecligal coronae, dohodki krone); z dohodki je uradno upravljal Janos Ernuszt, pokristjanjen judovski trgovec in sijajen finančni izvedenec (poznejši državni zakladnik in slavonski ban). Uradniki državne blagajne so bili, še pogosteje kot v sodstvu, nadarjeni ljudje skromnega, celo kmečkega  rodu, z dušo in telesom vdani Matiji. Kralj je z reformami najmanj podvojil prihodke krone; v drugi polovici svojega vladanja je v letih, ko je kar dvakrat razpisal izredne dajatve, skupaj z dohodkom iz osvojenih provinc dobil skoraj milijon forintov. Večino denarja je sproti porabljal za vojsko.

### Upravne in pravne reforme
Na prvem državnem zboru (1458) je moral Matija obljubiti, da bo vsako leto za binkošti sklical zbor vseh plemičev v državi in pri njih iskal odobritev za svoje odločitve. A za izpeljavo svojih stremljenj je moral nujno dobiti dogajanja v državi pod svoj vpliv. Državni zbor je v času svojega vladanja res sklical 24 krat, toda nekaj njegovih osnovnih pristojnosti, npr. glasovanje o davkih, je vse bolj prevzemal kar kraljevi svet (oziroma samo prva dva stanova). Vloga uradniških, sodnih in vojaških teles, ki niso bila pod nadzorom stanov, je vse bolj naraščala. Kraljevi svet je pod Matijo ostal tradicionalno fevdalno telo, kateremu so bili dvorni uradi le v pomoč, da so izdajali listine. Matija se je bolj zanašal na manjše tajno kanclerstvo kot na veliko, ki je bilo pod nadzorom kraljevega sveta. Mesto kanclerja je pogosto puščal nezasedeno; v tajnem kanclerstvu je nameščal navadne, izučene ljudi (šolati se niso imeli kje), ki jih je laže zamenjeval. Profesionalizacija je najbolj napredovala v sodstvu, ki ga je tudi vse bolj centraliziral.
Proti koncu vladanja je bilo sprejetih več pomembnih ukrepov za poenotenje pravnih kodeksov. Obširna knjiga statutov iz leta 1486 ni samo razširila oblasti palatina in županov, temveč je prinesla tudi proceduralne zakone. Kot posledica sodnih reform je med prebivalstvom rasel občutek pravne države in varnosti, ki jo nudi zakon. Kralj si je z osebnimi prizadevanji, da bi zatrl korupcijo in ukrotil lokalne mogočneže, prislužil vzdevek Matija  Pravični; postal je priljubljen junak ljudskih anekdot, v katerih preoblečen potuje med svojimi podaniki in odkriva ter kaznuje zlikovce.

### Znanost in umetnost
Druga Matijeva največja stroškovna postavka (100.000 florintov letno), takoj za vojsko, je bilo pokroviteljstvo nad umetnostjo in učenostjo. Bil je prvi neitalijanski monarh, ki je spodbujal gradnjo renesančnih zgradb v svojem kraljestvu.  Poroka z Beatrice je še okrepila vpliv sodobne italijanske znanosti in umetnosti. Italijanski učenjak Marsilio Ficino je Matijo navdušil za Platonove ideje o filozofu-kralju, ki v sebi združuje moč oblasti in modrost. Matija je tudi osebno sodeloval v filozofskih razpravah.
Največji sloves je Matiji prinesla njegova knjižnica Bibliotheca Corviniana, ki je hranila več kot 2.000 knjig (nekaj sto se jih je ohranilo do danes in so raztresene po vsem svetu); po številu grških knjig je knjižnica prekašala celo Vatikansko knjižnico. Vsebovala je celoten znani korpus iz vseh ved.
Kralj je dal leta 1479 kraljevi palači v Budimu dograditi dve dodatni renesančni krili in viseče vrtove ter palačo v Višegradu predelati v renesančni stil. Dela sta vodila italijanski arhitekt Chimenti Camicia, pri kiparskem okrasju pa so sodelovali Dalmatinec Ivan Duknović, Italijan Benedetto da Maiano in pri slikarskem Italijana Filippino Lippi in Andrea Mantegna. Matija je financiral gradnjo gotskih in renesančnih zgradb v več kot 110 krajih po deželi. Vojaški inženir Aristotele Fioravanti je nadzoroval obnovo trdnjav ob južni meji.
Glas o Matijevi velikodušnosti je vzpodbudil mnoge učenjake, največ Italijane, da so se naselili v Budimu. Antonio Bonfini, Pietro Ranzano, Bartolomeo Fonzio in Francesco Bandini so preživeli mnogo let na Matijevem dvoru; na Ogrsko so pripeljali ideje neoplatinizma. Zgodovinski zapis Rerum ungaricum decades, v katerem je Matijev dvorni zgodovinar Antonio Bonfini opisal vzpon rodbine Hunyadi iz nižjega plemstva in jo povezal z rimsko plemiško rodbino Corvini, je eden najpomembnejših zgodovinskih virov tega časa.
Matijeva humanistična usmerjenost je nekako v nasprotju z njegovim neprestanim bojevanjem na Zahodu. Delno je res, da je moral vojsko, ki jo je ustanovil, da bi notranje utrdil državo in jo obranil pred Turki, tudi kasneje zaposlovati in najlaže jo je bilo zaposliti na Zahodu, kjer se je po izročilu »vojna preživljala z vojno«, in ne na zaostalem Balkanu, ki ni ponujal dovolj plena za nadomeščanje zaostalih plač. Seveda pa je Matija predvsem sledil svojim neizmernim ambicijam.

## Zapuščina
Po mnenju Marcusa Tannerja je Matija ob koncu svoje vladavine »vladal evropski velesili«. Toda njegove osvojitve so bile izgubljene v nekaj mesecih po njegovi smrti. Meščani Vroclava so kmalu umorili njegovega kapetana Heinza Dompniga. Cesarjeva oblast na Dunaju in v Wiener Neustadtu je bila obnovljena brez odpora.
Stephen Zápolya je dejal, da  je kraljeva smrt »Madžarsko rešila težav in zatiranja, zaradi katerih je do takrat trpela«. Kraljeva avtoriteta se je hitro zmanjšala, saj so se za krono borili različni pretendenti — János Korvin, Maksimilijan Habsburški, Vladislav Jagelonski in njegov mlajši brat Ivan Albert. Vladislav Jagelonski je zmagal, ker so ga baroni imeli za šibkega vladarja, podporo bogate Matijeve vojske pa si je pridobil z obljubo, da se bo z njo poročil. Vladislav je bil izvoljen za kralja, ko je obljubil, da bo odpravil vse »škodljive novosti«, ki jih je uvedel Matija, zlasti izredni davek. Vladislav ni mogel financirati vzdrževanja črne vojske, zato so plačanci, ki so ostali brez plačila, začeli pleniti po podeželju. Kraljeva vojska pod vodstvom Pál Kinizsija jih je uničila leta 1492 na reki Savi.
Breme Matjaževih vojn in razkošnega kraljevega dvora je v glavnem padlo na kmete, ki so plačali vsaj 85 % davkov. V Dubniški kroniki, napisani na vzhodu Madžarske leta 1479, piše, da so »vdove in sirote« preklinjale kralja zaradi visokih davkov. Vendar se zdi, da so se med Matijevim vladanjem razširile zgodbe o »Matiji Pravičnem«, ki naj bi v preobleki taval po svojem kraljestvu, da bi podanikom zagotovil pravico. Kmalu po njegovi smrti je postal priljubljen pregovor »Mrtev je Matija, izgubljena je pravica«, kar je pomenilo, da so bili podložniki bolj verjetno deležni pravičnega sojenja v času Matijevega vladanja kot pod njegovimi nasledniki. Matija je tudi tema priljubljenih ljudskih pripovedi na Hvaškem, Madžarskem, v Srbiji in v Sloveniji. Tako na primer ena od slovenskih pripovedk govori o kralju Matjažu, ki naj bi spal pod Peco na Koroškem.